# Kyū-Iwasaki-tei Teien

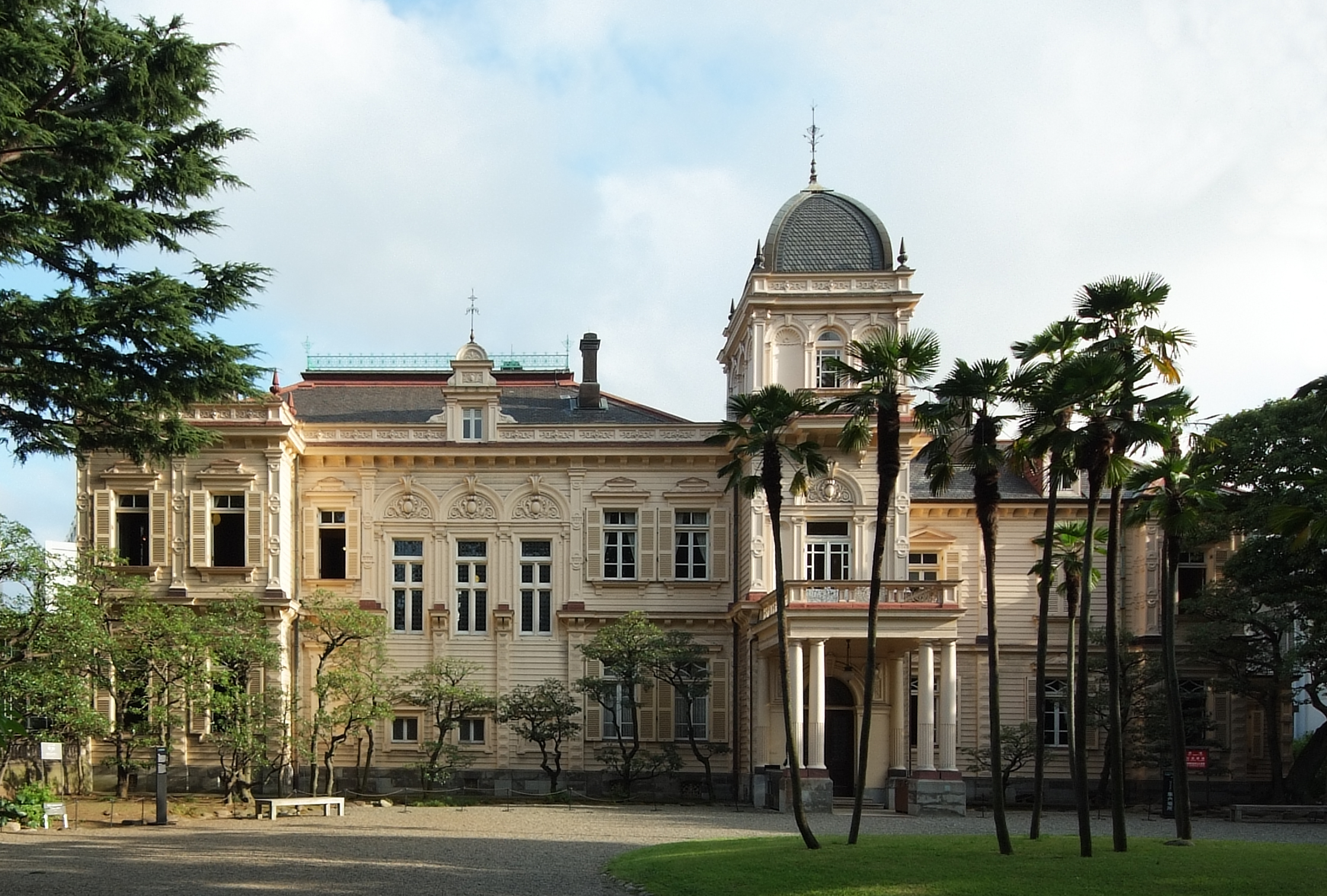
Residenz des Iwasaki-Klan, gebaut im westlichen Stil

Der Park Kyū-Iwasaki-tei Teien (jap. 旧岩崎邸庭園) liegt im Bezirk Taitō, Tokyo unweit des Ueno Parks. Der Garten ist einer von neun Gärten, die als Tōkyōto-ritsu kōen (東京都立公園, etwa „präfekturbetriebene Parks Tokio“ engl. Tokyo Metropolitan Garden) zusammengefasst werden und dem Bauamt (kensetsu-kyoku) der Präfektur Tokio unterstehen. Das Anwesen gehörte früher der Iwasaki-Familie, den Gründern von Mitsubishi. Der Name Kyū-Iwasaki-tei heißt übersetzt „ehemalige Iwasaki-Residenz“.

## Historie

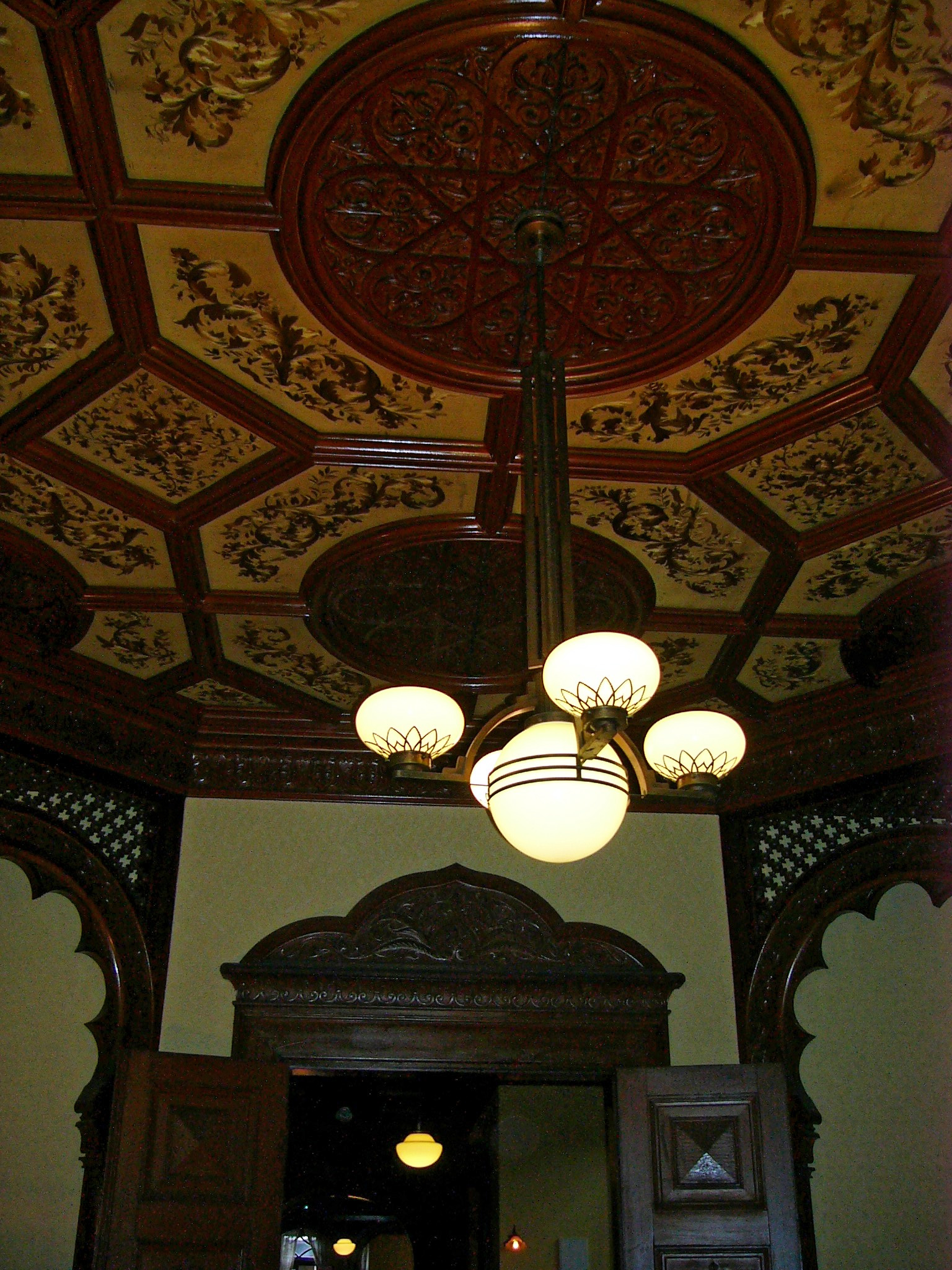
Inneneinrichtung das Haupthauses im westlichen Stil

Das Grundstück gehörte während der Edo-Zeit der Sakakibara-Familie, die zum Echigo-Takada-Klan gehört. Auf dem Anwesen stand die Edo-Residenz der Familie. Das Grundstück ging am Anfang der Meiji-Zeit über an die Makino-Familie. 1896 kaufte Iwasaki Hisaya, Sohn des Mitsubishi-Gründers Iwasaki Yatarō, das Gelände. Er war zu diesem Zeitpunkt seit drei Jahren Präsident der Firma. Das Anwesen wurde zur offiziellen Residenz der Iwasaki-Familie.
Hisaya beauftragte den britischen Architekten Josiah Conder. Der Entwurf sah ein zweigeschossiges Haupthaus im westlichen Stil vor, dahinter ein Gebäude im japanischen Stil, ferner ein Billard-Haus im Schweizer Stil sowie über 20 weitere kleinere Gebäude. Das Grundstück hatte mit 49.500 Quadratmeter das Dreifache der heutigen Fläche.
Nach dem Zweiten Weltkrieg wurde die Residenz vom Oberkommandierenden für die Alliierten Mächte beschlagnahmt. Bis 1970 waren das Gelände und die Gebäude Teil des Obersten Gerichtshofs Japans, der es als Forschungs- und Lehranstalt benutze.
Alle bis auf die drei bereits erwähnten Gebäude wurden abgerissen und das Gelände auf seine heutige Größe reduziert. Der Abriss erfolgte sowohl durch die amerikanischen Besatzungstruppen als auch durch die japanischen Justizbehörde.
1961 erhielt das Hauptgebäude den Status eines wichtigen japanischen Kulturgutes und steht seitdem unter Schutz. Der Status wurde 1999 auf das gesamte Gelände ausgeweitet. Seit 2001 steht das Gebäude unter der Verwaltung der Präfektur Tokyo.

## Aufbau der Anlage

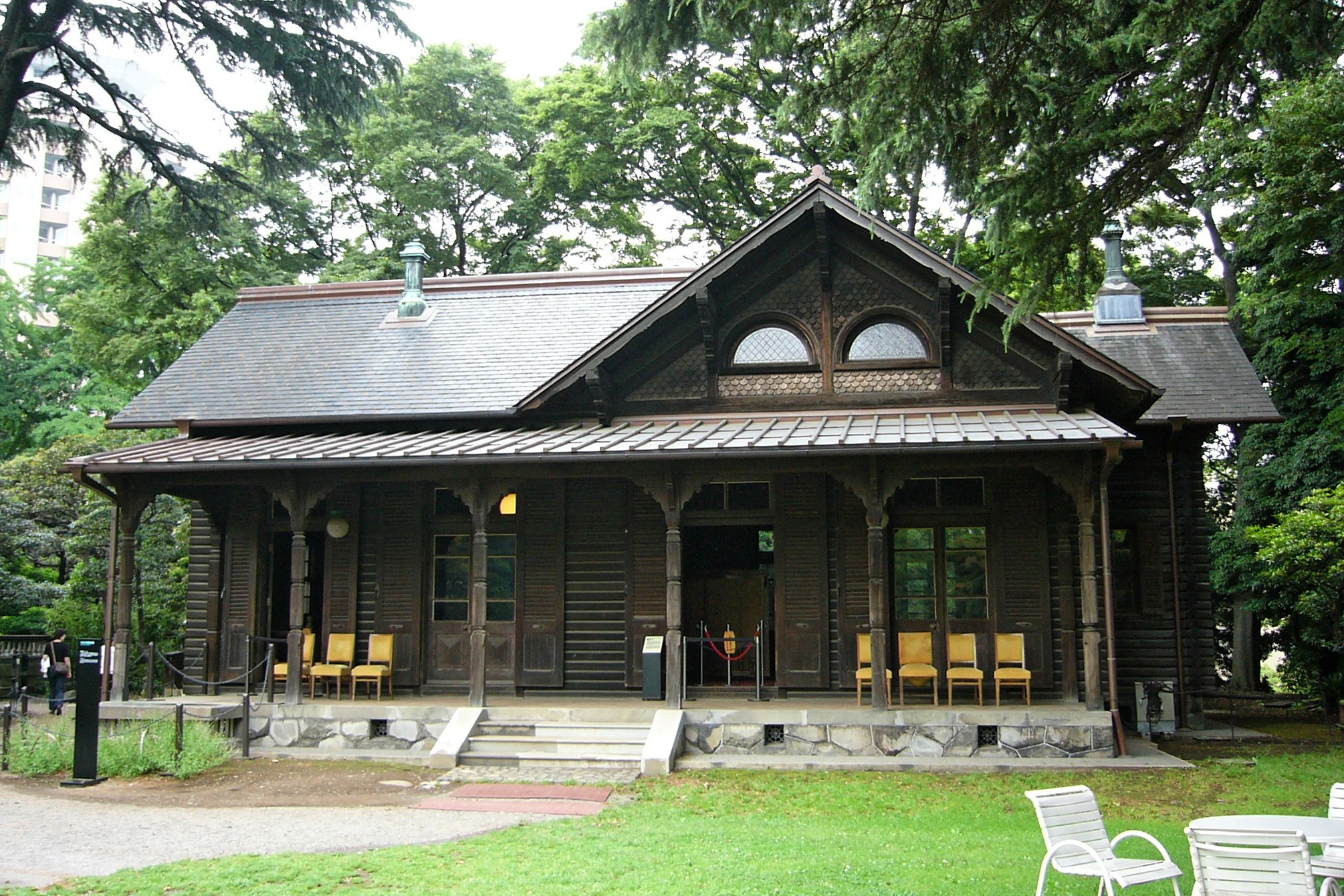
Billard-Haus

Auf dem heute 17.000 Quadratmeter großen Gelände stehen drei Gebäude:
- das Haupthaus im westlichen Stil,
- ein Gebäude im japanischen Stil, das an das Haupthaus anschließt,
- ein Billard-Haus im Schweizer Stil.

Das Haupthaus im westlichen Stil hat zwei Etagen sowie einen Keller. Das Design dieses aus Holz erbauten Gebäudes basiert auf dem Jacobean Style aus dem England des 17. Jahrhunderts, einer späten Ausprägung des Tudorstils. Dem Stil wurden unter anderem islamische Elemente aus der Renaissance hinzugefügt. Auf der Südseite des Gebäudes gibt es eine Veranda über beide Etagen. Sie hat eine ionische Säulenanordnung, wie sie von Landhäusern aus Pennsylvania bekannt ist. Der Grund für dieses Stilelement war sicherlich, dass Iwasaki Hisaya kurz vor dem Bau sein Studium an der Universität von Pennsylvania abgeschlossen hatte.
Das Hauptgebäude wurde primär für den Empfang und Unterkunft auswärtiger Gäste benutzt. Im Erdgeschoss befindet sich neben der Eingangshalle ein großer Speisesaal nebst Küche sowie ein Arbeitszimmer und Gästezimmer. In der zweiten Etage befanden sich weitere Gästezimmer und ein Tagungsraum.
Das Gebäude im japanischen Stil schließt direkt an das Haupthaus an, ist quasi in dieses integriert. Nach seiner Fertigstellung hatte es mit 1815 Quadratmetern Wohnfläche fast die gleiche Größe wie des Haupthauses. Die Leitung des Baus hatte der Zimmermann Ōkawa Kijūrō, der zur damaligen Zeit viele Residenzen für die Oberschicht baute. Das Gebäude folgt dem Design des Shoin-Stils. Gleich hinter dem Eingang befindet sich ein großer Tatami-Raum, in dem Gäste empfangen wurden. Die bemalten Wandschirme und Schiebetüren (Fusuma) stammen von dem zur Bauzeit sehr angesehenen Künstler Hashimoto Gahō (1835–1908). Die Wohnräume befanden sich hinter dem Begrüßungszimmer und waren getrennt: Im Norden das Zimmer von Hisaya und seiner Frau; im Süden die Räume der Kinder. Ebenfalls auf der Nordseite des Hauses waren die Räume der Angestellten sowie die Küche und die Hauswirtschaftsräume.
Das Billard-Haus nimmt das Design eines Schweizer Chalet auf, einen Stil, den man selten in Japan sieht. Das Gebäude wurde vollständig aus Holz gebaut, die Wände bestehen aus langen Holzbalken. Die überstehende Dachtraufe zeigt gotische Verzierungen. Das Billard-Haus ist mit dem Haupthaus unterirdisch verbunden.
Das verkleinerte Gelände ist heute kaum mehr als eine Rasenfläche. Von dem ursprünglichen Garten aus der Edo-Zeit sind nur wenige Elemente erhalten geblieben; dazu gehören einige Steinlaternen und ein steinernes Handwaschbecken.

## Lage und Erreichbarkeit
Der Kyū-Iwasaki-tei Teien liegt im Bezirk Taitō. Der Eingang ist gegenüber der südwestlichen Ecke des Teiches des Ueno-Parks in einer Parallelstraße zur Shinobazu Dōri. Die nächstgelegene U-Bahn-Station ist der Haltepunkt Yushima (C13) der Chiyoda-Linie.